# 公共事業チェック議員の会
公共事業チェック議員の会（こうきょうじぎょうちぇっくぎいんのかい）とは、国民及び住民の総意に基づく価値ある公共事業が行われるようチェックすることを目的とした、国会議員による超党派の議員連盟。

## 概要
1994年に、「公共事業チェック機構を実現する議員の会」として発足。初代会長は小杉隆、初代事務局長は高見裕一。当初は、公共事業に関するチェック機構を設立することを目的としており、与野党から幅広く国会議員が集まり、チェック機構の立法化に向けた研究を行っていた。当時の研究成果としてまとめられたのが「アメリカはなぜダム開発をやめたのか」（築地書館 ISBN 9784806755968）である。
その後、2000年に、名称と目的を現在のものに改めるとともに、会長に中村敦夫、事務局長に佐藤謙一郎が就任した。この頃、チェック機構の立法化に向けた研究から、現在の活動の中心となっている個別の公共事業に対する批判へと活動の軸足を移すとともに、構成員も野党所属の国会議員が占めるようになり現在に至っている。

## メンバー
- 近藤昭一（副会長）
- 大河原雅子
- 中谷一馬
- 早稲田夕季

## 過去のメンバー
- 高見裕一（元事務局長・1996年に落選）
- 中村敦夫（元会長・2004年に落選）
- 佐藤謙一郎（元事務局長・2005年に落選）
- 小杉隆（元会長・2009年に議員引退）
- 保坂展人（元事務局長・2009年に落選）
- 鳩山由紀夫（元会長・2012年に議員引退）
- 平山泰朗（2012年に議員引退）
- 松野信夫（元会長・2013年に落選）
- 荒井聰（元会長・2021年に議員引退）
- 石川大我（2025年に落選）
- 井上哲士（2025年に落選）